# Discos Fuentes
Discos Fuentes è un'etichetta discografica con sede a Medellín, in Colombia, Sud America. Fondata nel 1934 a Cartagena, in Colombia, da Antonio Fuentes Estrada, Discos Fuentes è stata la prima etichetta discografica di rilievo del paese. L'etichetta è stata determinante nell'introdurre la Colombia in questi generi afro-ritmici come la cumbia, il fandango, il merengue, il porro e la salsa. L'etichetta ha anche contribuito a forgiare le prime carriere di musicisti e compositori come Guillermo Buitrago, Rafael Escalona e Julio César Bovea.
Discos Fuentes è stata spesso descritta come la versione colombiana di "Motown", con un picco negli anni '60 e nei primi anni '70. L'etichetta ha conseguito una serie di primati per la Colombia: la prima raccolta di album (1960) e la prima pubblicazione di compact disc (1987).
Dopo la morte del fondatore dell'etichetta, Antonio Fuentes Estrada, nel 1985, la società si ampliò, iniziando la produzione di video e acquistò diverse altre etichette musicali tra cui Discos Tropical e Curro.

## Distribuzione negli Stati Uniti

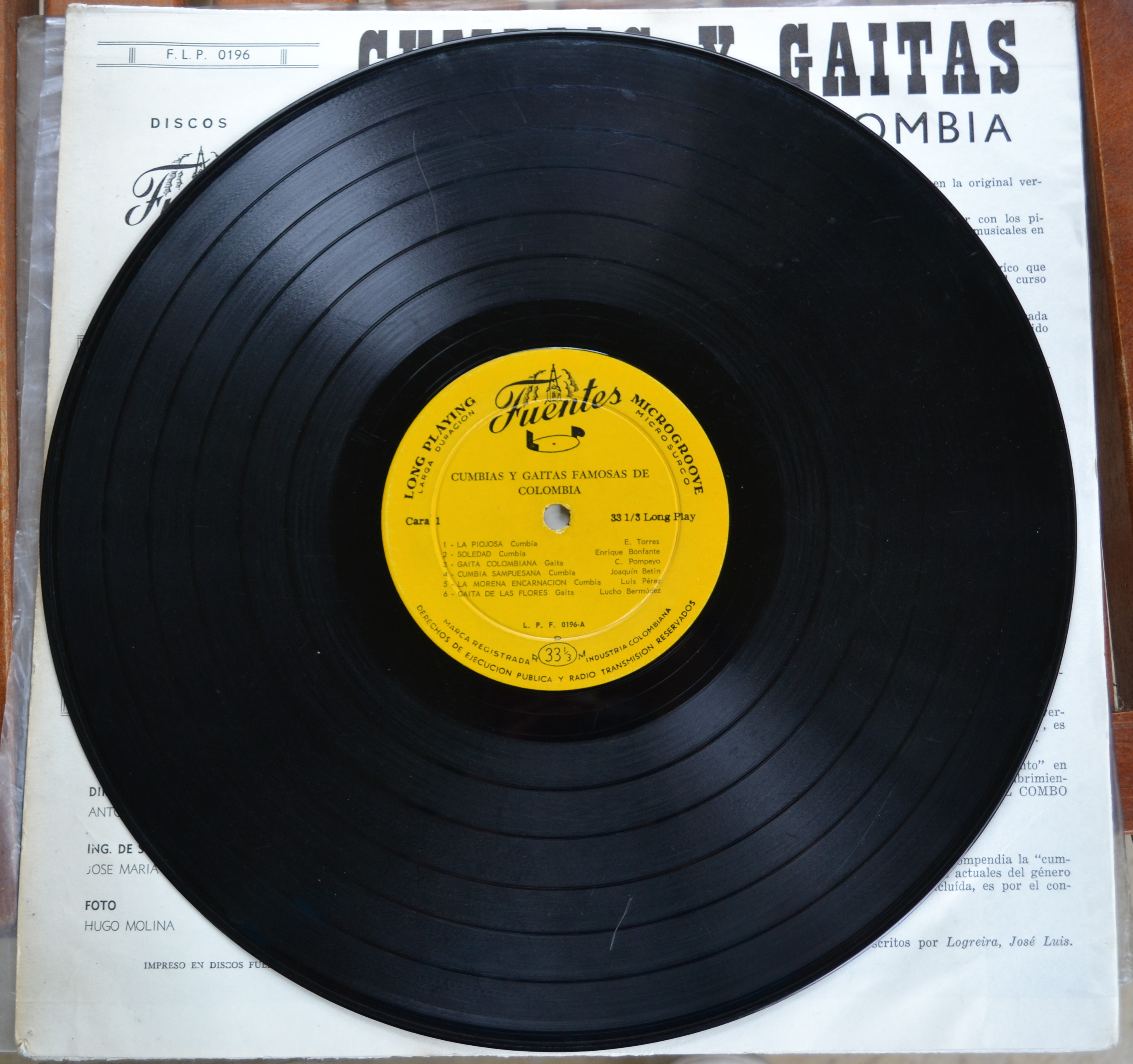
LP della Discos Fuentes

Negli Stati Uniti, la produzione e/o la distribuzione delle pubblicazioni di Discos Fuentes è stata infine gestita dalla Miami Records, un'etichetta con sede a Miami, in Florida, specializzata in musica latinoamericana. Formata nel 1950 dall'immigrante colombiano, Carlos Diaz-Granados Sr., la Miami Records gestiva anche la produzione e/o la distribuzione di musica latina per altre etichette sudamericane, nonché per etichette americane come la Columbia Records.

## Artisti scelti
- Afrosound/The Afrosound
- Alfredo Gutierrez
- Andres Landero
- Anibal Velasquez
- Ariza Y Su Combo
- Calixto Ochoa
- Catalino Tejedor
- Climaco Sarmiento
- Combo Los Galleros
- El Combo Loco
- Eliseo Herrera
- Fela Kuti
- Fruko y sus Tesos/Fruko El Bueno
- Guillermo Buitrago
- Joe Arroyo
- Julio César Bovea

- La Sonora Carruseles
- La Sonora Dinamita
- The Latin Brothers
- Lito Barrientos*
- Los Bestiales
- Los Corraleros
- Los Lideres
- Los Teen Agers
- Pastor López
- Pedro Laza
- Puerto Rican Power
- Rafael Escalona
- Rodolfo y su Tipica RA7
- Rufo Garrido
- Sonora Cordobesa
- Tata Guines
- Wganda Kenya